# Bust
Bust [byst]  est une commune française située dans la circonscription administrative du Bas-Rhin et, depuis le 1er janvier 2021, dans le territoire de la Collectivité européenne d'Alsace, en région Grand Est.
Cette commune se trouve dans la région historique et culturelle d'Alsace mais frontalière avec la Lorraine. Elle fait partie de la communauté de communes de l'Alsace Bossue.
La commune est proche du parc naturel régional des Vosges du Nord.

## Homonymie
Attention, pendant les occupations allemandes (1871-1918 puis 1940-1945), Bust s'écrivait Büst, à ne pas confondre avec la commune mosellane de Boust qui a pris pour nom Bust pendant les occupations.

## Géographie

### Localisation
Le village de Bust se situe dans l'Alsace bossue, excroissance alsacienne en terre lorraine, et à la limite avec la Moselle, à 5 km au sud-est de Drulingen et à une douzaine de kilomètres au nord de Phalsbourg.
| Siewiller            | Lohr                 | Lohr                 |
| Siewiller            | Bust                 | Schœnbourg           |
| Hangviller (Moselle) | Hangviller (Moselle) | Hangviller (Moselle) |

### Géologie et relief
Hydrogéologie et climatologie : Système d’information pour la gestion de l’Aquifère rhénan, par le BRGM :
Territoire communal : Occupation du sol (Corinne Land Cover); Cours d'eau (BD Carthage),
Géologie : Carte géologique; Coupes géologiques et techniques,
 Hydrogéologie : Masses d'eau souterraine; BD Lisa; Cartes piézométriques.

#### Sismicité
Commune située dans une zone de sismicité moyenne.

### Hydrographie
La commune est dans le bassin versant du Rhin au sein du bassin Rhin-Meuse. Elle est drainée par le ruisseau de Bust et le ruisseau le Fohnbach,,.

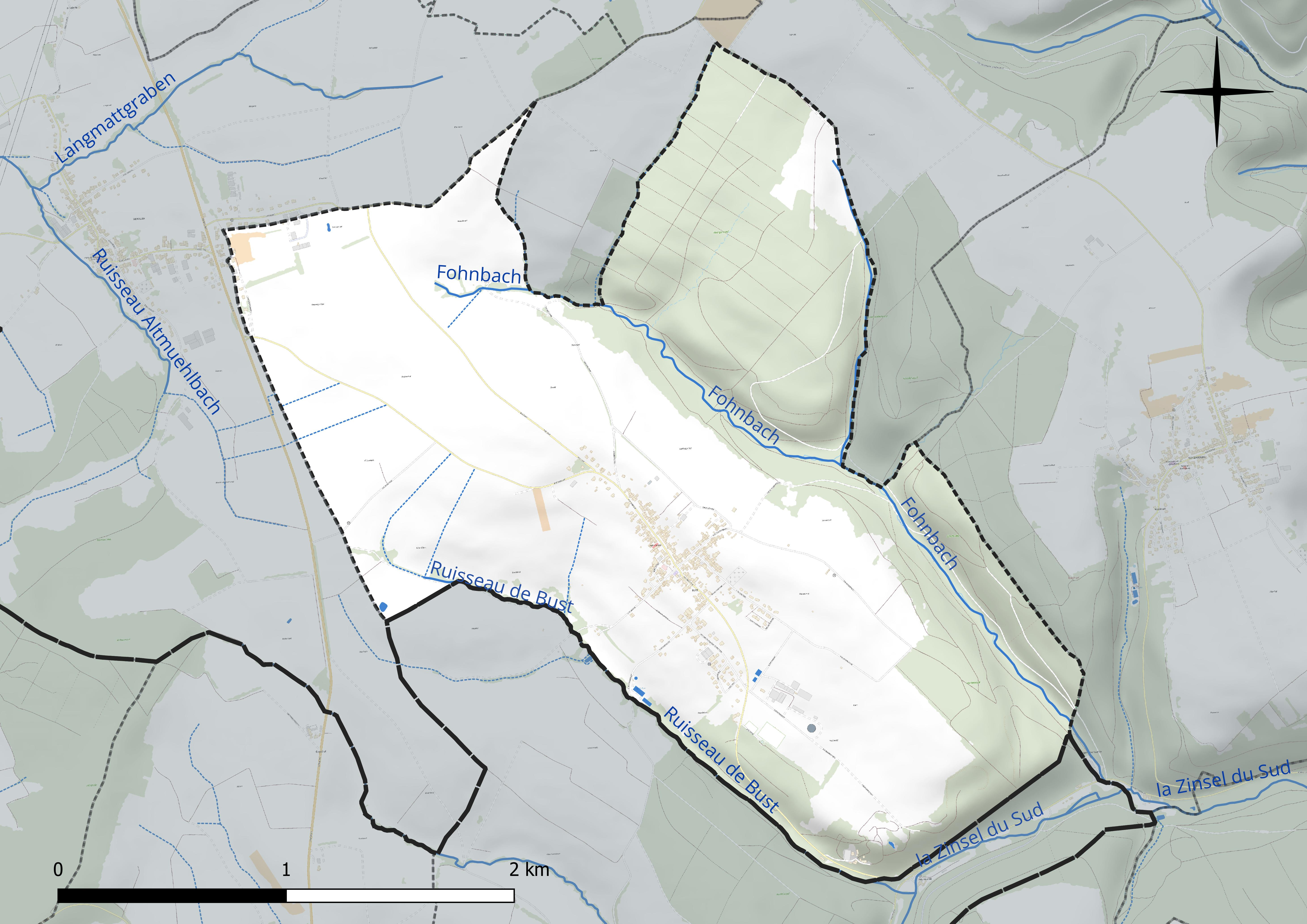
Réseau hydrographique de Bust.

### Climat
Pour des articles plus généraux, voir Climat du Grand Est et Climat du Bas-Rhin.
En 2010, le climat de la commune est de type climat des marges montargnardes, selon une étude du Centre national de la recherche scientifique s'appuyant sur une série de données couvrant la période 1971-2000. En 2020, Météo-France publie une typologie des climats de la France métropolitaine dans laquelle la commune est exposée à un climat semi-continental et est dans la région climatique  Vosges, caractérisée par une pluviométrie très élevée (1 500 à 2 000 mm/an) en toutes saisons et un hiver rude (moins de 1 °C). 
Pour la période 1971-2000, la température annuelle moyenne est de 9,7 °C, avec une amplitude thermique annuelle de 17,4 °C. Le cumul annuel moyen de précipitations est de 958 mm, avec 12,2 jours de précipitations en janvier et 10,2 jours en juillet. Pour la période 1991-2020, la température moyenne annuelle observée sur la station météorologique de Météo-France la plus proche, « Berg », sur la commune de Berg à 9 km à vol d'oiseau, est de 10,4 °C et le cumul annuel moyen de précipitations est de 801,8 mm. 
La température maximale relevée sur cette station est de 37,4 °C, atteinte le 25 juillet 2019 ; la température minimale est de −16,8 °C, atteinte le 7 février 2012,,. 
Les paramètres climatiques de la commune ont été estimés pour le milieu du siècle (2041-2070) selon différents scénarios d'émission de gaz à effet de serre à partir des nouvelles projections climatiques de référence DRIAS-2020. Ils sont consultables sur un site dédié publié par Météo-France en novembre 2022.

### Voies de communications et transports

#### Voies routières
La commune est traversée par la route départementale 722, qui se raccorde à la D 1061 à un peu plus de 2 km au nord-ouest ; celle-ci assure un accès à l'A4 par la sortie 43 ou 44 à une quinzaine de kilomètres.

## Urbanisme

### Typologie
Au 1er janvier 2024, Bust est catégorisée commune rurale à habitat dispersé, selon la nouvelle grille communale de densité à sept niveaux définie par l'Insee en 2022.
Elle est située hors unité urbaine et hors attraction des villes,.

## Toponymie
- Bíst[17] et Bíscht en francique rhénan. Büst en allemand.
- 1793 : Bist, 1801 : Bust[18].

## Langue
La langue officielle et aujourd’hui majoritairement parlée est la français. Néanmoins, Bust se situe dans l’Alsace bossue où on parlait le dialecte dit francique rhénan, très proche et « compatible » avec l’alsacien (alémanique), parlé à quelques kilomètres, à partir de Sarrebourg.

## Histoire
Une première petite église est construite au XIVe siècle. Elle s'effondre à Noël 1754. Une deuxième église la remplace de 1761 à 1911. Elle figure sur les plus anciennes cartes postales anciennes du village. L'inauguration de l'église actuelle eut lieu le 1er septembre 1912, et l’événement dépassa le village puisque 1 500 personnes y participèrent.
La Réforme ne fut introduite que dans une partie du village en 1556 par le comte palatin Otto-Heinrich. L'autre partie, propriété des Fénétrange-Brackenkopf resta catholique. Le simultaneum (l'église accueille simultanément les deux cultes protestant et catholique) subsista dans l'église de 1686 à 1852. Ce n'est qu'en 1861 qu'un poste pastoral fut attribué à Bust.
Avant la Révolution de 1789, cinq maisons et l'église dépendaient de la seigneurie de La Petite-Pierre. Le reste du village appartenait aux barons de Fénétrange. Dans la forêt il y a un canton dit Ebersweiler, nom du village détruit.
1914 : arrivée de adduction d'eau potable à Bust.
Hélène Guth a été admise le 29 avril 1985 parmi les 4281 Justes parmi les nations de France pour avoir sauvé des personnes juives persécutées par le régime nazi et le gouvernement de Vichy.
L'ancienne mairie-école est aujourd'hui l'école.
L'ancienne remise des pompiers réaménagée sert actuellement de mairie.

### Transports en commun
- Transports en Alsace.
- Fluo Grand Est.

#### SNCF
Bust se situe sur l'ancienne ligne de Lutzelbourg à Drulingen surnommée « Eselbahn » (le chemin de fer des ânes) qui assurait à la fois un trafic de marchandises (principalement des pierres de taille provenant des carrières de la région, du bois et des produits agricoles) et un trafic de voyageurs (en 1932, on compte neuf départs dans le sens Lutzelbourg - Drulingen).
La ligne desservait les gares et haltes de Lutzelbourg, Lutzelbourg-Village, Phalsbourg-Maisons-Rouges, Phalsbourg (embranchement), Vilsberg, Berling, Graufthal (nécessitant un rebroussement), Hangviller, Bust, Siewiller, Drulingen-Est et Drulingen.
La section Phalsbourg - Drulingen ferme au service voyageurs en 1945 puis au service marchandises en 1951.

### Héraldique
| Blason de Bust | Blason  | Parti d'azur et d'argent à la fasce l'un en l'autre. |
| Blason de Bust | Détails |                                                      |

### Administration ancienne (1789-1999)
| souveraineté   | 1789, principauté de Nassau Sarrebruck (comté de Sarrewerden)                                  |
| département    | 1793, Bas Rhin 1801, Bas-Rhin [1871, Bas-Rhin (Allemagne)... 1919, Bas-Rhin... 1919, Bas-Rhin] |
| district       | 1793, Neusaarwerden 1794, Sarre Union                                                          |
| arrondissement | 1801, Saverne 1871, Kreis Zabern (Saverne) [1919, Saverne]                                     |
| canton         | 1793, Drulingen 1801, Drulinghem [Drulingen]                                                   |
| municipalité   | 1793, Bist                                                                                     |

## Politique et administration

### Intercommunalité
Bust adhère à la communauté de communes de l'Alsace Bossue.
| Période                                  | Période                    | Identité                       | Étiquette | Qualité                             |
| ---------------------------------------- | -------------------------- | ------------------------------ | --------- | ----------------------------------- |
| Les données manquantes sont à compléter. |                            |                                |           |                                     |
|                                          |                            | Johann Peter Zentz (1740-1806) |           | Cultivateur                         |
| 2001                                     | 2008                       | Gérard Mertz                   |           |                                     |
| 2008                                     | 2020                       | Jean-Pierre Schackis           |           | Commandant de gendarmerie, écrivain |
| mars 2020                                | En cours (au 25 août 2020) | Michel Beltran                 |           | Juriste                             |

### Budget et fiscalité 2021
En 2021, le budget de la commune était constitué ainsi :
- total des produits de fonctionnement : 307 000 €, soit 642 € par habitant ;
- total des charges de fonctionnement : 312 000 €, soit 653 € par habitant ;
- total des ressources d'investissement : 18 000 €, soit 37 € par habitant ;
- total des emplois d'investissement : 85 000 €, soit 178 € par habitant ;
- endettement : 267 000 €, soit 558 € par habitant.

Avec les taux de fiscalité suivants :
- taxe d'habitation : 20,10 % ;
- taxe foncière sur les propriétés bâties : 26,13 % ;
- taxe foncière sur les propriétés non bâties : 49,59 % ;
- taxe additionnelle à la taxe foncière sur les propriétés non bâties : 45,11 % ;
- cotisation foncière des entreprises : 17,72 %.

Chiffres clés Revenus et pauvreté des ménages en 2020 : médiane en 2020 du revenu disponible, par unité de consommation : 22 020 €.

## Population et société

### Démographie

#### Évolution démographique
L'évolution du nombre d'habitants est connue à travers les recensements de la population effectués dans la commune depuis 1793. Pour les communes de moins de 10 000 habitants, une enquête de recensement portant sur toute la population est réalisée tous les cinq ans, les populations de référence des années intermédiaires étant quant à elles estimées par interpolation ou extrapolation. Pour la commune, le premier recensement exhaustif entrant dans le cadre du nouveau dispositif a été réalisé en 2008.

En 2022, la commune comptait 462 habitants, en évolution de +0,65 % par rapport à 2016 (Bas-Rhin : +3,17 %, France hors Mayotte : +2,11 %).
| 1793 | 1800 | 1806 | 1821 | 1831 | 1836 | 1841 | 1846 | 1851 |
| ---- | ---- | ---- | ---- | ---- | ---- | ---- | ---- | ---- |
| 275  | 252  | 186  | 382  | 403  | 442  | 463  | 448  | 449  |

| 1856 | 1861 | 1866 | 1871 | 1875 | 1880 | 1885 | 1890 | 1895 |
| ---- | ---- | ---- | ---- | ---- | ---- | ---- | ---- | ---- |
| 443  | 459  | 482  | 505  | 508  | 544  | 563  | 550  | 560  |

| 1900 | 1905 | 1910 | 1921 | 1926 | 1931 | 1936 | 1946 | 1954 |
| ---- | ---- | ---- | ---- | ---- | ---- | ---- | ---- | ---- |
| 579  | 579  | 546  | 525  | 518  | 485  | 517  | 510  | 454  |

| 1962 | 1968 | 1975 | 1982 | 1990 | 1999 | 2006 | 2008 | 2013 |
| ---- | ---- | ---- | ---- | ---- | ---- | ---- | ---- | ---- |
| 477  | 467  | 467  | 436  | 427  | 415  | 441  | 448  | 438  |

| 2018 | 2022 | - | - | - | - | - | - | - |
| ---- | ---- | - | - | - | - | - | - | - |
| 467  | 462  | - | - | - | - | - | - | - |

### Enseignement
Établissements d'enseignements :
- École maternelle et primaire,
- Collèges à Phalsbourg, Saverne, Diemeringen,
- Lycées à Phalsbourg, Saverne.

### Santé
Professionnels et établissements de santé :
- Médecins à Drulingen, La Petite-Pierre, Phalsbourg, Dannelbourg, Diemeringen,
- Pharmacies à Drulingen, La Petite-Pierre, Phalsbourg, Lutzelbourg,
- Hôpitaux à Phalsbourg, Saverne, Niderviller, Sarre-Union.

### Cultes
- Paroisse luthérienne[32].
- Culte catholique, Communauté de paroisses Clochers du Kirchberg[33], Diocèse de Strasbourg.

## Économie

### Entreprises et commerces

#### Agriculture
- Élevage de vaches laitières.
- Élevage d'ovins et de caprins.
- Culture et élevage associés.
- Élevage d'autres animaux.
- Élevage d'autres bovins et de buffles.
- Agriculture céréalière.
- Élevage laitier et viande.

#### Tourisme
- Café, restaurant.
- Gîtes de France.
- Chambres d'hôtes à Metting, Berling, Petersbach.

#### Commerces
- Commerces et services de proximité.
- Carrières de Bust :  deux carrières sont exploitées aux lieux-dits "Hinterwald" et "Gross' Eich". Les grès des Vosges extraits, de coloris gris-rouge, blanc et rouge bigarré, sont aujourd’hui travaillés sur place au moins depuis six générations de la même famille Schneider, le premier propriétaire recensé étant Georges (1820-1880), jusqu’à l’entreprise actuelle Schneider Georges et Fils.[34].

## Festivités
- Fête de la Cerise, organisée par l'association Bouge à Bust[35], le quatrième week-end de juin : élection de Miss Cerise, marché artisanal avec une centaine d'artisans, produits du terroir et spécialités de cerises : bières, alcools, pâtés, fromages, mendiants…
- Brocante, dernier weekend d'août.

## Personnalités liées à la commune
- Alfred Schmitt (1907-1973), astronome né à Bust, qui découvrit quatre astéroïdes. L'astéroïde (1617) Alschmitt, découvert par son collègue Louis Boyer, porte son nom.

## Patrimoine

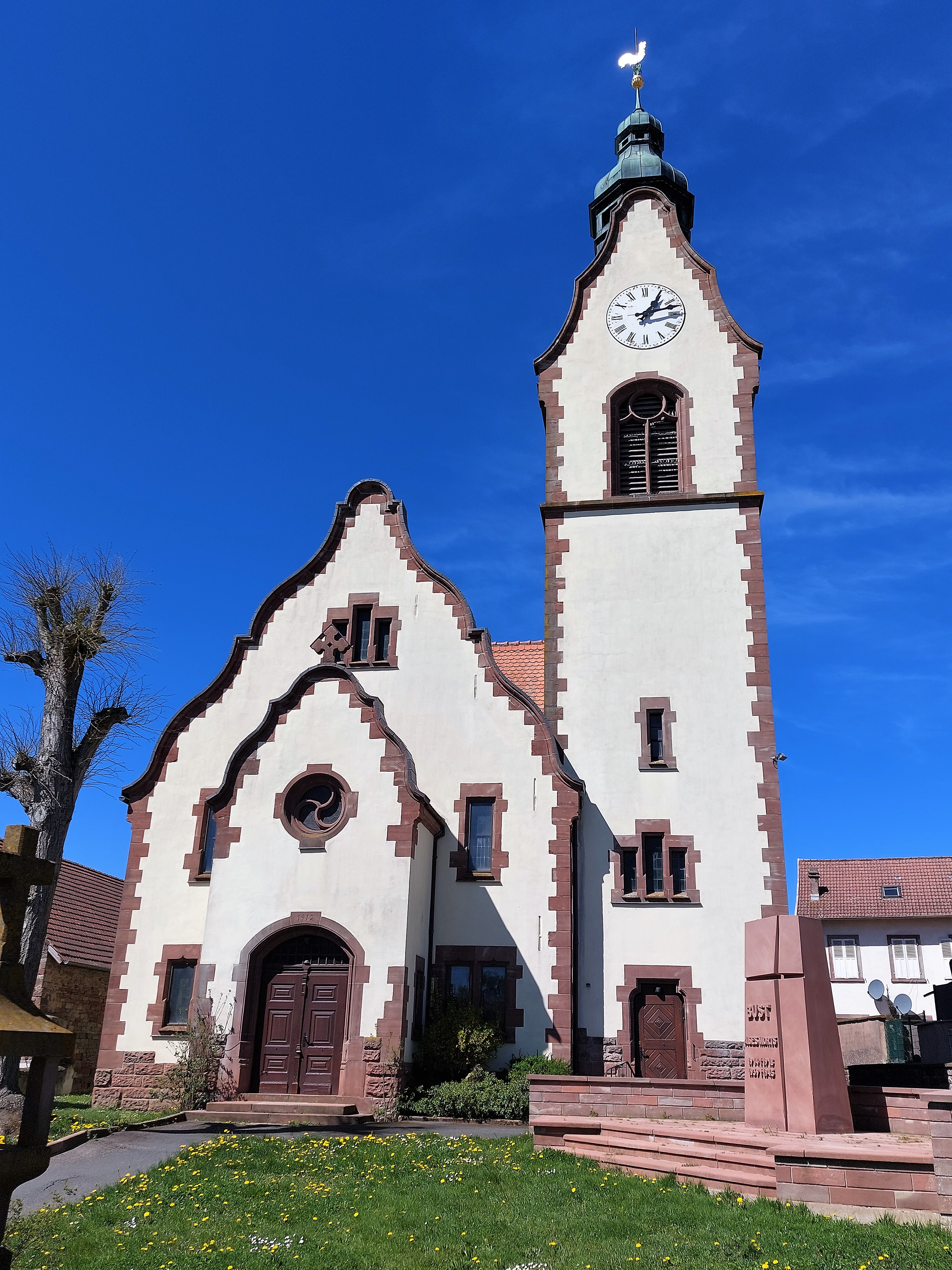
Église protestante.
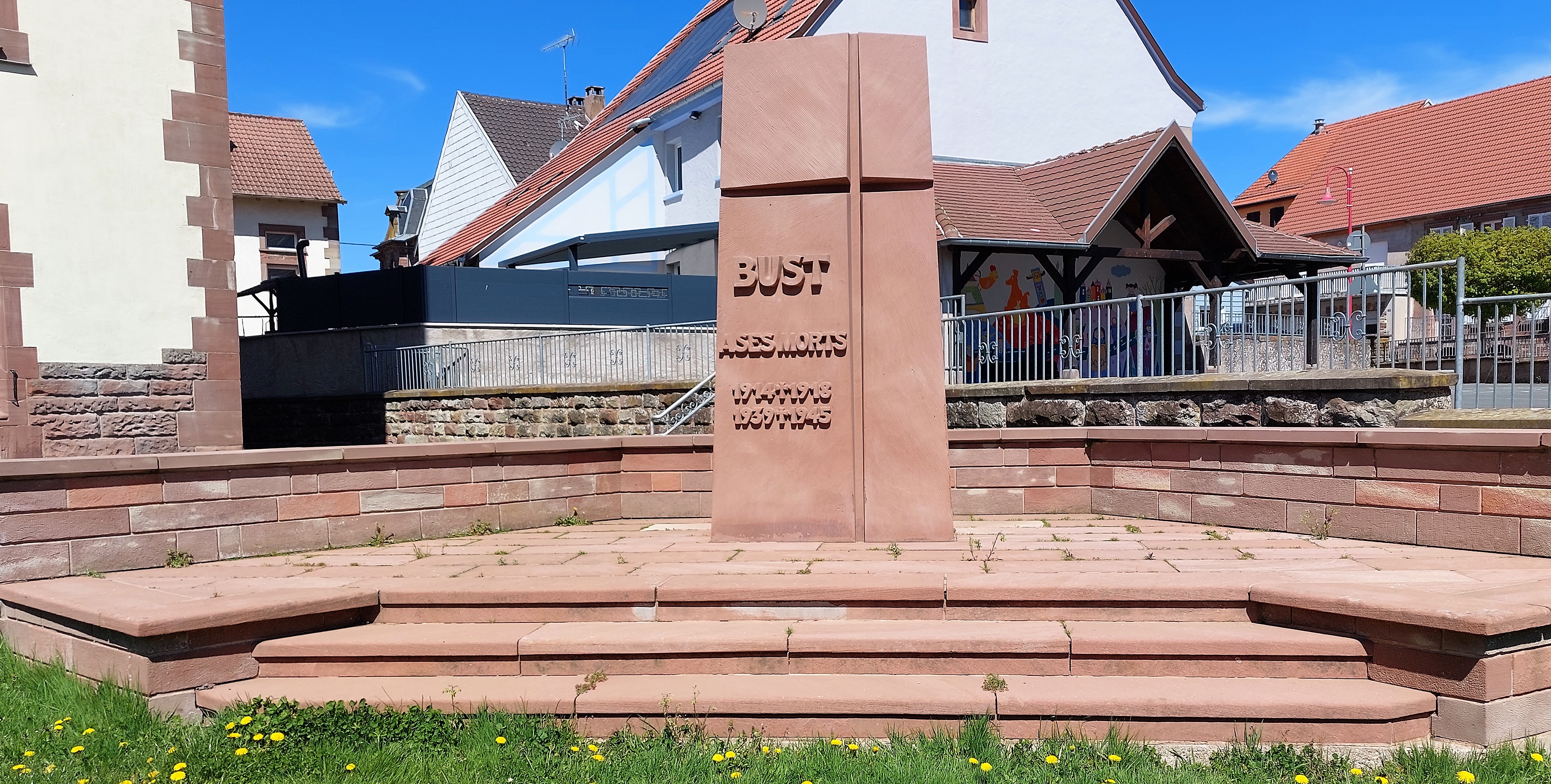
Monument aux morts.

- Église protestante luthérienne non orientée (vers l'est) : inaugurée en 1912[36] à la place de l'ancienne église qui datait de 1761[37], elle-même remplaçant une première église du XIVe siècle. De style rappelant la Renaissance, elle a des airs de famille avec l'église de Lutzelbourg. L'espace intérieur, articulé entre la grande nef, le chœur, un bas-côté et la tribune, est résolument orienté vers l'autel du chœur et traduit la préoccupation du renouveau liturgique luthérien du XIXe siècle et du début du XXe siècle.

Orgue Gebrüder Link (1912),,.
Vitraux de l'église,, : signés de V(alentin) Saile (1841-1924), peintre verrier à Stuttgart, ils représentent une actualisation de l'Évangile éternel. Au centre se trouve la croix reçue par les habitants du village de Bust en 1912, alors en plein essor. Derrière les villageois écoutent le sermon sur la montagne se profile l'église du village. Les enfants bénis par le Christ sont des écoliers du village. Le vitrail, à droite en entrant, montre le travail des paysans dans la lumière de la parole biblique : « Un semeur sortit pour semer» (Matth. 13,3) ; « II revient avec allégresse quand il porte ses gerbes » (Ps. 126,6) ; «Laisse-le encore cette année ; je creuserai tout autour et j'y mettrai du fumier» (Luc 13,8). Du côté gauche : le rappel de Moïse, de l'apôtre Paul et de Luther, illustre les fondements de la théologie luthérienne.
- Presbytère de protestants[45].
- Mairie, école[46].
- Monument aux morts[47] : Conflits commémorés : Guerres 1914-1918 - 1939-1945.